# タティアナ・トロヤノス
タティアナ・トロヤノス（Tatiana Troyanos, 1938年9月12日 - 1993年8月21日）は、ギリシャ系アメリカ人のメゾソプラノ歌手。両親ともに声楽家であった。ジュリアード音楽院に学び、ハンス・ハインツに師事した。ジョルジュ・ビゼーの歌劇《カルメン》を始め、ワーグナーやリヒャルト・シュトラウスの楽劇に不可欠の存在であった。
ニューヨークに生まれる。1963年にニューヨーク・シティ歌劇場において、ベンジャミン・ブリテンの『夏の夜の夢』でヒッポリータ役でデビューする。その後ハンブルク歌劇場などヨーロッパでも活躍、1976年からはメトロポリタン歌劇場に本格的に出演し、その回数は200回以上に及んだ。各国の主要音楽祭に多く出演した。妖艶な雰囲気や情熱的な声質、確かな表現力や演技力に加えてその美貌によっても世界的に有名であった。日本では特にズボン役により有名である。
1993年に肝臓癌によりニューヨークにて他界し、多くのオペラ・ファンを嘆かせた。最後の出演作はリヒャルト・シュトラウスの『カプリッチョ』である。